# Lars Mikkelsen
 Der er flere personer med dette navn, se Lars Mikkelsen (vægtløfter).
Lars Dittmann Mikkelsen R.1 (født 6. maj 1964) er en dansk skuespiller.
Efter endt uddannelse fra Statens Teaterskole i 1995 har han medvirket i flere danske tv- og filmproduktioner såsom Strisser på Samsø (1997-1998), Rejseholdet (2001), Nikolaj og Julie (2002-2003), Krøniken (2004-2007), Forbrydelsen (2007), Headhunter (2009), Der kommer en dag (2016), Herrens Veje (2017-2018), Kysset (2023).
Han fik sit internationale gennembrud med rollen som den russiske præsident Viktor Petrov i tredje sæson af House of Cards (2013-2018). Han har desuden været vært på flere DR-programmer som Historien om Danmark.
Han har gennem sin karriere modtaget adskillige priser og nomineringer, som Emmy Award og Bodil- og Robert-priser, og han blev desuden i 2010 udnævnt til ridder af Dannebrogordenen. Han er efterfølgende blevet opgraderet, og dronning Margrethe 2. har benådet ham med Ridderkorset af 1.grad.

## Opvækst og uddannelse
Lars Mikkelsen blev født d. 6. maj 1964 på Østerbro, København, som søn af Henning Mikkelsen, bankfuldmægtig, og Bente Christiansen, sygehjælper. Hans lillebror, Mads Mikkelsen, blev født året efter, i 1965, og de voksede op sammen på Nørrebro i København.
Han blev student fra Metropolitanskolen i 1985 og aftjente sin værnepligt i livgarden. Han studerede biologi ved Københavns Universitet, men afbrød studiet til fordel for Statens Teaterskole, hvor han tog sin afgangseksamen i 1995. Han har tidligere i sin ungdom været gøgler, inden han dedikerede sig til skuespilkunsten.

## Karriere

### 1996-2000:Taxa,Strisser på SamsøogEdderkoppen
Lars Mikkelsen blev uddannet fra Statens Teaterskole i 1995, og han debuterede efterfølgende som skuespiller i forestillingen Dracula på Aalborg teater og blev herefter engageret på Det kongelige Teater.
Lars Mikkelsen fik sin tv-debut i Strisser på Samsø i 1997, hvor han spillede rollen som Jens Fisker.
I 1997 medvirkede Lars Mikkelsen også i den populære tv-serie TAXA, hvor han spillede narkoman.
I 2000 medvirkede Lars Mikkelsen i tv-serien Edderkoppen (2000), i rollen som Ole Madsen, der var broderen til hovedrollen Bjarne, spillet af Jakob Cedergren.

### 2001-2005:Rejseholdet,Nikolaj og JulieogKrøniken
I 2001 medvirkede Lars Mikkelsen i to afsnit af Rejseholdet (2000-2004) i rollen som Ivan Jensen. Afsnittene foregår i Aarhus, og Mikkelsen spiller en kriminel, som har evne til at hypnotisere, hvilket han bruger på Kåre Melville Hansen, spillet af Thure Linhardt. Her spiller Lars Mikkelsen for første gang over for sin lillebror Mads Mikkelsen, som spillede en af hovedrollerne som kriminalassistent Allan Fischer.
I 2003 spillede Lars Mikkelsen med i den populære tv-serie om Nikolaj og Julie (2002-2003). Her spillede han rollen som Per Køller.
I 2004 spillede Lars Mikkelsen statsministeren Jens Otto Krag i tv-serien Krøniken (2004-2007).

### 2006-2010:Forbrydelsen,FlugtenogHeadhunter
Sideløbende med teaterkarrieren optrådte han i film og på TV. Han fik sit store gennembrud på TV i serien Forbrydelsen (2007), hvor han spillede rollen som overborgmesterkandidaten Troels Hartmann, hvilket gav ham en stor succes.[kilde mangler] Han modtog også Teaterpokalen dette år.
I 2009 medvirkede Lars Mikkelsen i filmen Flugten (2009), hvor han spillede hovedrollen Thomas Jargil.
I 2009 medvirkede Lars Mikkelsen også i filmen Headhunter (2009), i rollen som Martin Vinge, som han modtog Robertpris som årets mandlige hovedrolle for i 2010.

### 2011-2015:Borgen,Viceværtenog9. April
I 2012 medvirkede Lars Mikkelsen i filmen Viceværten (2012) i rollen som Per, der finder en stum pige, spillet af Julie Zangenberg, i en lejlighed.
I 2013 spillede Lars Mikkelsen med i den landskendte politiske tv-serie Borgen (2013-2022) i rollen som Søren Ravn.
Han spillede rollen som skurken Charles Augustus Magnussen i to episoder af BBCs serie Sherlock i 2014.
I 2015 spillede Lars Mikkelsen med i filmen 9. april (2015), som oberstløjtnant Hintz.

### 2016-2020:House of Cards,Der kommer en dagogHerrens Veje
I 2015 fik Lars Mikkelsen sit store internationale gennembrud i rollen som den russiske præsident Viktor Petrov i tredje sæson af den amerikanske tv-serie House of Cards (2013-2018), som han på dette tidspunkt omtalte som et højdepunkt i sin karriere.[kilde mangler] Serien produceres af og sendes på Netflix, og hovedrollen spilles af Kevin Spacey.
I 2016 spillede Lars Mikkelsen den onde forstander Frederik Hek i filmen Der kommer en dag (2016).
I 2017 medvirkede Lars Mikkelsen i tv-serien Herrens Veje (2017-2018), som er et familiedrama om tro og tvivl. Her ses han i rollen som præsten Johannes.

### 2021-nu:Kysset,ForhøretogRiget Exodus
I 2019 spillede Lars Mikkelsen rollen som Holger Lang i Viaplay-serien Forhøret (2019-2023).
I 2002 medvirkede Lars Mikkelsen i Lars von Triers tv-serie Riget Exodus (2022) som Pontoppidan.
I 2023 spillede Lars Mikkelsen med i Bille August-filmen Kysset (2023) i rollen som baron von Løvenskjold.
Lars Mikkelsen er endvidere tilknyttet lydbogsforlaget Momo - Skuespillernes Lydbogsværksted, hvor han har indlæst flere lydbøger.

## Priser og hæder
- 2010: Teaterflisen[3]
- 2016: Blixenprisen for Årets lydbog: Den første sten Carsten Jensen oplæst af Lars Mikkelsen
- 2019: Ridder af Dannebrog af 1. grad[4]

### Filmpriser
| År   | Prisuddeling     | Pris                                                  | Resultat  |
| ---- | ---------------- | ----------------------------------------------------- | --------- |
| 2002 | Lauritzen-prisen |                                                       | Vundet    |
| 2010 | Svendprisen      | Bedste danske skuespiller                             | Vundet    |
| 2010 | Bodilprisen      | bedste mandlige hovedrolle for Headhunter             | Nomineret |
| 2011 | Årets Reumert    | Bikubens hæderspris                                   | Vundet    |
| 2013 | Bodilprisen      | bedste mandlige hovedrolle for Viceværten             | Nomineret |
| 2015 | Bodilprisen      | bedste mandlige birolle for Når dyrene drømmer        | Nomineret |
| 2017 | Bodilprisen      | bedste mandlige birolle for Der kommer en dag         | Vundet    |
| 2017 | Robertprisen     | årets mandlige birolle for Der kommer en dag          | Vundet    |
| 2018 | Robertprisen     | Årets mandlige hovedrolle - tv-serie for Herrens Veje | Vundet    |
| 2018 | Emmy Award       | Bedste mandlige skuespiller for Herrens Veje          | Vundet    |
| 2018 | Svendprisen      | Årets danske skuespiller for Herrens Veje             | Vundet    |
| 2018 | TV Prisen        | Årets vært                                            | Nomineret |
| 2019 | Robertprisen     | Årets mandlige hovedrolle - tv-serie for Herrens Veje | Vundet    |
| 2022 | Svendprisen      | Årets Hæderspris                                      | Vundet    |
| 2022 | Robertprisen     | Årets mandlige birolle for Venuseffekten              | Nomineret |

## Privatliv
Lars Mikkelsen blev gift med skuespillerkollegaen Anette Støvelbæk (født 27.juli 1967) den 10. oktober 1989. Parret har sammen to børn. Familien bor i København.

## Filmografi

### Film
| År   | Titel                 | Rolle                     | Noter |
| ---- | --------------------- | ------------------------- | ----- |
| 1997 | Royal blues           | Henning                   |       |
| 1999 | Seth                  | Seth                      |       |
| 1999 | Under overfladen      | Victor                    |       |
| 2001 | En kærlighedshistorie | Mads                      |       |
| 2003 | Se dagens lys         | John                      |       |
| 2004 | Kongekabale           | Peter Schou               |       |
| 2005 | Nordkraft             | Stesos far                |       |
| 2007 | De fortabte sjæles ø  | Necromancer               |       |
| 2007 | Cecilie               | Lasse N. Damgaard         |       |
| 2008 | Det som ingen ved     | Marc Deleuran             |       |
| 2008 | Flammen & Citronen    | Frode Jacobsen aka Ravnen |       |
| 2009 | Flugten               | Thomas Jargil             |       |
| 2009 | Headhunter            | Martin Vinge              |       |
| 2012 | Viceværten            | Per                       |       |
| 2014 | Når dyrene drømmer    | Thor                      |       |
| 2014 | Montana               | Dimitrije                 |       |
| 2015 | 9. april              | Oberstløjtnant Hintz      |       |
| 2016 | Der kommer en dag     | Forstander Heck           |       |
| 2016 | 1864 - brødre i krig  | Thøger Jensen             |       |
| 2017 | Vinterbrødre          | Carl                      |       |
| 2023 | Kysset                | baron von Løvenskjold     |       |

### Tv-serier
| År        | Serie                | Rolle                             | Noter                                 |
| --------- | -------------------- | --------------------------------- | ------------------------------------- |
| 1997      | Strisser på Samsø    | Eneboeren Jens Fisker             | Afsnit 1-4, 6                         |
| 1997      | Taxa                 | Narkoman Leif                     | Afsnit 8                              |
| 2000      | Edderkoppen          | Ole Madsen                        |                                       |
| 2000      | Skjulte spor         | Morten Theilgaard                 |                                       |
| 2001      | Langt fra Las Vegas, | Sørøverkaptajn                    | Afsnit 4                              |
| 2002      | Rejseholdet          | Ivan                              | Afsnit 21-22                          |
| 2003      | Nikolaj og Julie     | Per Køller                        | Afsnit 10-20                          |
| 2004-2007 | Krøniken             | Jens Otto Krag                    | Afsnit 2-3, 9, 11, 14-15, 17 og 21-22 |
| 2007      | Forbrydelsen         | Troels Hartmann                   |                                       |
| 2011      | Den som dræber       | Magnus Bisgaard                   |                                       |
| 2013      | Borgen               | Søren Ravn                        | Sæson 3                               |
| 2014      | Sherlock             | Charles Augustus Magnussen        | Sæson 3 2 episoder                    |
| 2014      | 1864                 | Thøger Jensen                     |                                       |
| 2014-2018 | House of Cards       | Ruslands præsident, Viktor Petrov | Sæson 3-6                             |
| 2015      | Mord uden grænser    | Harald Bjørn                      |                                       |
| 2017      | Historien om Danmark | Vært                              |                                       |
| 2017-2018 | Herrens veje         | Johannes Krogh                    |                                       |
| 2019-     | The Witcher          | Stregobor                         |                                       |
| 2023-     | Ahsoka               | Storadmiral Thrawn                |                                       |

### Tegnefilm / Serier
- Huset Anubis (2010) – Hr. Van Swieten
- Naruto (2002) – Zabuza Momochi
- Thunderbirds (2004) – The Hood
- Tiger-brødre (2004) – Aidan McRory
- Det levende slot (2004) – Howl
- Garfield 2 (2006) – Prince
- Arthur og Minimoyserne (2006) – Malthazar
- Helt Vildt (2006) – Samson
- Lucky Luke: Mod vest (2007) – Lucky Luke
- TMNT (2007) – Splinter
- Bee Movie - Det store Honningkomplot (2007) – Ken
- Min skøre familie Robinson (2007) – Onkel Arthur
- Monsters mod Aliens (2009) – General O.K. MacMission
- Planet 51 (2009) – General
- Ronal Barbaren (2011) – Fyrst Volcazar
- Det Ukendtes Skov (2014) – Skovhuggeren
- Minions (2015) – Herb Overkill
- Star Wars: Rebels (2016) – Storamiral Thrawn både på engelsk og på dansk